# Gouvernement Kilman III
Natapei V (intérim) Kilman IV
Le troisième gouvernement de Sato Kilman est le conseil des ministres du Vanuatu en exercice du 26 juin 2011 au 19 novembre 2012. Les deux premiers gouvernements de Sato Kilman ne sont plus reconnus en raison de l'annulation par la Cour suprême du Vanuatu le 16 juin 2011 de l'élection du Premier ministre du 2 décembre 2010. 

## Coalition
Il est composé d'une coalition comprenant :
- le « Bloc de l'Alliance » de Sato Kilman (17 députés puis 16 à partir du 16 janvier 2012 puis 15 à partir du 20 mars suivant et de nouveau 16 à partir d'avril 2012), elle-même réunion de plusieurs partis formée en mars 2009 et comprenant :
  - le Parti progressiste populaire (PPP) de Sato Kilman (5 puis 4 puis 5 députés),
  - la Confédération verte de Moana Carcasses Kalosil (2 députés),
  - le Parti de l'action populaire (PAP) de Peter Vuta (1 député),
  - le Parti progressiste mélanésien (PPM) de Barak Sopé (1 député),
  - l'Alliance des Bergers d'Abel David (1 député),
  - le Parti des agriculteurs républicains de Vanuatu pour le progrès (PARVP) de Jean Ravou (1 député),
  - le Parti national du Vanuatu (PNV) d'Issac Hamariliu (1 député),
  - le Parti Terre et Justice (PTJ) de Ralph Regenvanu (1 député) jusqu'au 16 janvier 2012,
  - 3 indépendants.
- le Parti national unifié (PNU) de Ham Lini (11 députés).
- la faction de Harry Iauko au sein du Vanua'aku Pati (1 député).
- 3 dissidents de l'Union des partis modérés (UPM) qui ont créé le mouvement « UPM pour le changement ».

## Composition

### Initiale
La composition du gouvernement est initialement la suivante. Le 16 janvier 2012, toutefois, le premier ministre Sato Kilman limoge son ministre de la Justice et des Affaires sociales, Ralph Regenvanu, pour avoir voté au Parlement contre la décision du gouvernement de faire entrer le pays dans l'Organisation mondiale du commerce. Charlot Salwai, vice-président de l'Union des partis modérés, lui succède.
| Portefeuille                                                                            | Ministre                | Parti                        | Circonscription |
| --------------------------------------------------------------------------------------- | ----------------------- | ---------------------------- | --------------- |
| Premier ministre                                                                        | Sato Kilman             | PPP                          | Malekula        |
| Vice-Premier ministre Ministre des Échanges, du Commerce, de l'Industrie et du Tourisme | Ham Lini                | PNU                          | Pentecôte       |
| Ministre de l'Agriculture, des Forêts, de la Quarantaine et de la Pêche                 | James Nwango            | PPP                          | Ambae           |
| Ministre des Coopératives et du Développement des entreprises Ni-Vanuatu                | Don Ken                 | Indépendant                  | Malekula        |
| Ministre de l'Éducation                                                                 | Marcellino Pipite       | PNU (ex-Parti républicain)   | Santo           |
| Ministre des Finances et de la Gestion économique                                       | Moana Carcasses Kalosil | Confédération verte          | Port-Vila       |
| Ministre des Affaires étrangères et du Commerce extérieur                               | Alfred Carlot           | PNU (ex-Parti républicain)   | Éfaté (rurale)  |
| Ministre de la Santé                                                                    | Willie Reuben Abel      | PPP (ex-Vanua'aku Pati)      | Shepherd        |
| Ministre des Infrastructures et des Équipements publics                                 | Harry Iauko             | Vanua'aku Pati               | Tanna           |
| Ministre des Affaires intérieures                                                       | George Wells            | PNU                          | Santo           |
| Ministre de la Justice et des Affaires sociales                                         | Ralph Regenvanu         | PTJ                          | Port-Vila       |
| Ministre des Terres et des Ressources naturelles                                        | Stephen Kalsakau        | Confédération verte (ex-UPM) | Éfaté           |
| Ministre de la Jeunesse et des Sports                                                   | Morkin Stevens          | PNU                          | Tanna           |

### Remaniements
- Le 16 janvier 2012, le ministre de la Justice et des Affaires sociales Ralph Regenvanu, unique député du PTJ, est renvoyé du gouvernement par le Premier ministre pour « déloyauté ». L'intéressé affirme ne pas avoir reçu de raisons spécifiques pour son limogeage, tout en y voyant un lien avec son vote au Parlement contre la décision du gouvernement de faire adhérer le Vanuatu à l'OMC[3]. Sato Kilman nomme Charlot Salwai, député dissident de l'UPM, pour le remplacer[4].
- Le 20 mars 2012, le ministre de la Santé Willie Reuben Abel, ancien du Vanua'aku Pati ayant rejoint le PPP, est à son tour sorti du gouvernement, décision justifiée par le porte-parole du Premier ministre en raison de son « échec à appliquer les directives du conseil des ministres pour améliorer le secteur de la santé au Vanuatu »[5]. Il est réinstallé à son poste dès le 10 avril 2012[6].

### Finale
| Portefeuille                                                                            | Ministre                | Parti                           | Circonscription |
| --------------------------------------------------------------------------------------- | ----------------------- | ------------------------------- | --------------- |
| Premier ministre                                                                        | Sato Kilman             | PPP                             | Malekula        |
| Vice-Premier ministre Ministre des Échanges, du Commerce, de l'Industrie et du Tourisme | Ham Lini                | PNU                             | Pentecôte       |
| Ministre de l'Agriculture, des Forêts, de la Quarantaine et de la Pêche                 | James Nwango            | PPP                             | Ambae           |
| Ministre des Coopératives et du Développement des entreprises Ni-Vanuatu                | Don Ken                 | Indépendant                     | Malekula        |
| Ministre de l'Éducation                                                                 | Marcellino Pipite       | PNU (ex-Parti républicain)      | Santo           |
| Ministre des Finances et de la Gestion économique                                       | Moana Carcasses Kalosil | Confédération verte             | Port-Vila       |
| Ministre des Affaires étrangères et du Commerce extérieur                               | Alfred Carlot           | PNU (ex-Parti républicain)      | Éfaté (rurale)  |
| Ministre de la Santé                                                                    | Willie Reuben Abel      | PPP (ex-Vanua'aku Pati)         | Shepherd        |
| Ministre des Infrastructures et des Équipements publics                                 | Harry Iauko             | Vanua'aku Pati                  | Tanna           |
| Ministre des Affaires intérieures                                                       | George Wells            | PNU                             | Santo           |
| Ministre de la Justice et des Affaires sociales                                         | Charlot Salwai          | UPM pour le changement (ex-UPM) | Pentecôte       |
| Ministre des Terres et des Ressources naturelles                                        | Stephen Kalsakau        | UPM pour le changement (ex-UPM) | Éfaté           |
| Ministre de la Jeunesse et des Sports                                                   | Morkin Stevens          | PNU                             | Tanna           |